# Массовое убийство в лесу Палермо
Массовое убийство в лесу Палермо — расстрел и истязание красноармейцами и их пособниками в период «красного террора», в конце декабря 1918 года — начале января 1919 года, 82 человек в лесу Палермо в Раквере, Эстония. Среди казнённых был православный священник Сергий Флоринский.
Подобное же преступление большевики совершили 14 января 1919 года в Тарту (см. Массовое убийство в Тартуской Кредитной кассе).
В эстонской прессе сообщение о массовом убийстве в Раквере было опубликовано Якобом Лийвом в раквереской газете Трудовой партии «Vaba Maa» от 25 января 1919 года.
Западному миру о большевистской расправе в Раквере и Тарту сообщил глава действовавшего в Копенгагене Эстонского информационного бюро, писатель Эдуард Вильде, чья статья под названием «Les crimes du bolchevisme en Esthonie» с фотографиями массовых убийств в Раквере и Тарту первоначально была опубликована в крупнейшем французском иллюстрированном журнале «L’Illustration».

## Красный террор в Раквере
Уезд Вирумаа и город Раквере находились под властью Эстляндской трудовой коммуны с 16 декабря 1918 года по 11 января 1919 года.
В конце декабря 1918 года — начале января 1919 года в лесу Палермо в Раквере красноармейцами и их пособниками были убиты и закопаны 82 человека, среди которых были богатые хуторяне, домовладельцы, члены «Кайтселийта», офицеры и солдаты Эстонской армии, попавшие в плен к «красным», учителя, пасторы, владельцы магазинов, волостные старшины, волостные писари, железнодорожные служащие и другие лица.
После ухода Красной армии из Раквере, 17 января 1919 года, на место массовой расправы прибыли: комендант города Раквере Александер Арен (Aleksander Aren), председатель Вируской уездной управы Михкель Юхкам (Mihkel Juhkam), исполняющий обязанности мэра города Карл Якобсон (Karl Jakobson), председатель Раквереско-Пайдеского окружного суда Тынис Калбус (Tõnis Kalbus), начальник городской милиции Густав Кютт (Gustav Kütt), помощник начальника уездной милиции Теннеберг (Tenneberg), городской врач Р. Вирен (R. Wiren) и бывший уездный врач Эрнст Утт (Ernst Utt). Началась эксгумация тел убитых. Первая могила находилась на холме с левой стороны дороги, ведущей от Кладбищенской улицы в лес Палермо. Комендант Раквере расставил по краям могилы членов «Омакайтсе», чтобы сдержать натиск собравшейся толпы жителей города. После эксгумации и осмотра тел и места казни убитые люди были перезахоронены.

## Палачи
В издававшейся в Первой Эстонской Республике газете «Uus Eesti» за номером 4 от 4 января 1936 года была опубликована статья «Страшнейшие дни Раквере. Новые данные о кровавой расправе большевиков зимой 1918—1919 гг.» (эст. «Rakvere õudsemad päevad. Uusi andmeid enamlaste aecetöast 1918-1919 a. talvel»), в которой приведены некоторые сведения о тех, кто осуществлял массовое убийство в лесу Палермо.
Изначально планировалось, что команда палачей будет состоять только из красноармейцев. Однако весть о готовящейся расправе распространилась среди местных жителей, и «красному трибуналу» поступило множество просьб от частных лиц, желавших участвовать в расстрелах. В результате расстрелы велись в основном местными жителями, возглавляемыми комиссаром Сандбергом (Sandberg). Последний был владельцем небольшого дома на улице Мяэ и занимался вывозом мусора. Когда большевики ушли из Раквере, Сандберг также покинул Эстонию. По некоторым данным, в 1930-х годах он был комендантом Ямбурга.
Самой дикой фигурой среди палачей был бывший таллинский слесарь по прозвищу Кровавый Коля, получивший это прозвище после первой казни в лесу Палермо. Из местных жителей в расправе участвовал Юри Кутсар (Jüri Kutsar), 20-летний юноша. После расстрелов он вернулся домой с сапогами, одеждой и другими вещами, изъятыми у убитых. Несколько местных исполнителей кровавой расправы ещё проживали в Раквере на момент публикации статьи.

## Спасение за 5000 рублей
Среди арестованных «красными» в Раквере был Эдуард Саукас (Eduard Saukas), местный предприниматель и домовладелец. Так как было известно, что у него, как у состоятельного гражданина, дома была крупная сумма денег, комиссары предложили ему выкупить себя. Размер выкупа изначально составлял 10 000 рублей, но так как сумма была слишком велика, он не смог принять это предложение. Супруга Саукаса со своей стороны также вела переговоры об освобождении мужа за деньги. Так как не было опасений, что мужчину немедленно казнят, переговоры длились долго. Комиссары даже предложили Саукасу, чтобы он в сопровождении двух охранников отправился в город, чтобы занять деньги у знакомых, однако из этого ничего не вышло. В итоге, супруга Саукаса выкупила мужа за 5000 рублей, и он жил в Раквере до 1936 года, где умер естественной смертью.

## Первая могила

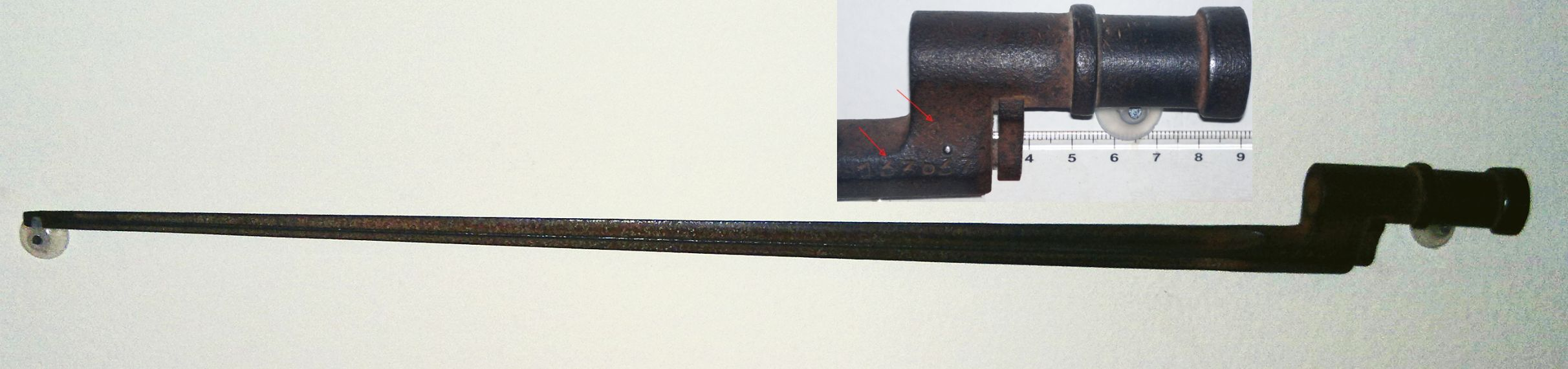
Штык винтовки Мосина

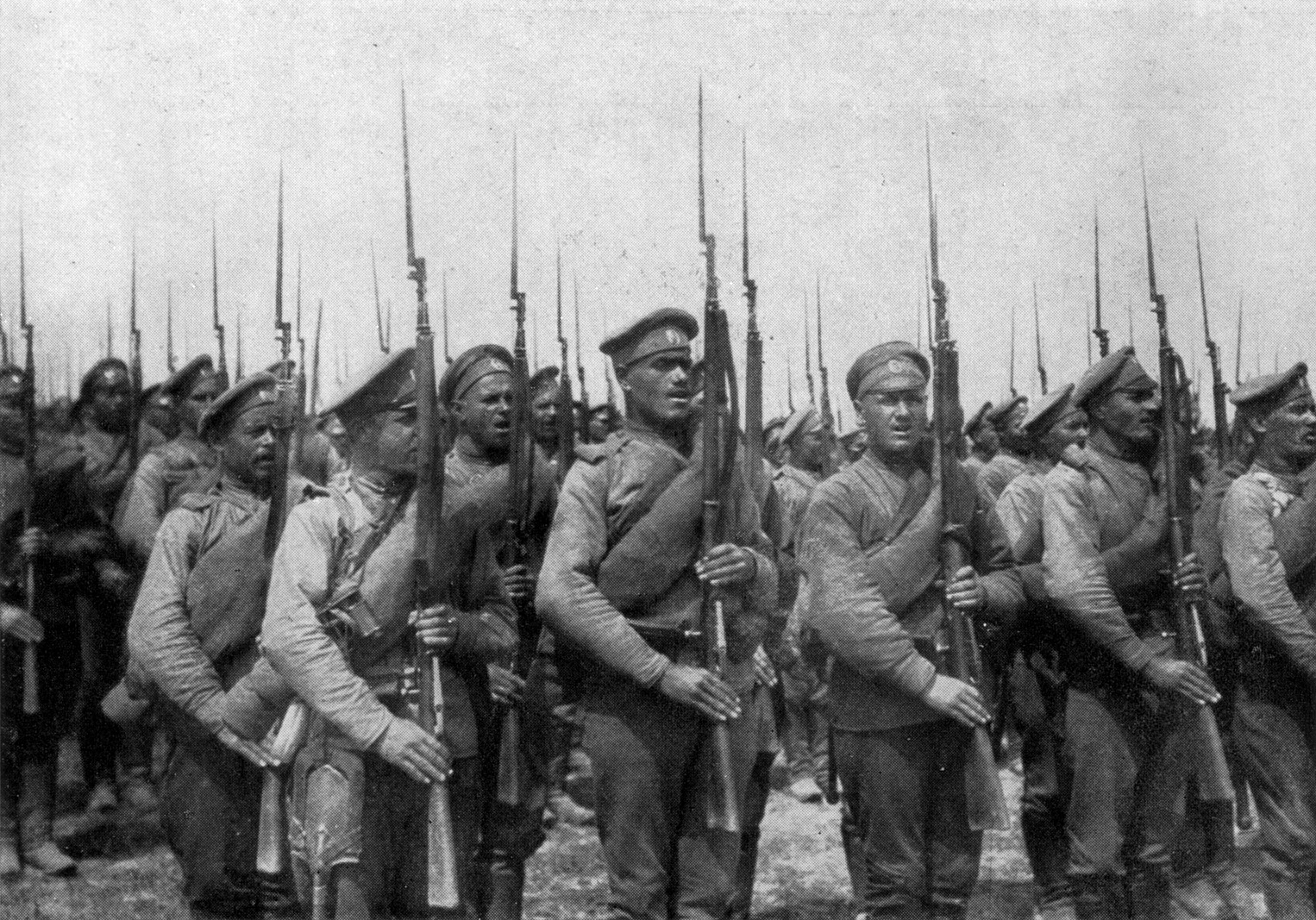
Русские пехотинцы с винтовками Мосина в период Первой мировой войны

Из первой могилы были эксгумированы и внешне осмотрены 16 тел:

1. полковой врач эстонской армии доктор Александер Рейник (Aleksander Reinik) — штыковое ранение в шею;

2. православный священник Сергий Флоринский — пулевое ранение в грудь;

3. студент Тартуского университета, санитар Элленберг (Ellenberg) из Таллина — разбито темя головы;

4. местный торговец Густав Бок (Gustav Bock) — без ранений, вероятно, был сброшен в общую могилу;

5. Тынис Пыдра (Tõnis Põdra) с мызы Ухтна — пулевое ранение в грудь;

6. железнодорожный служащий из Раквере Тыну Пыйклик (Tõnu Põiklik) — штыковое ранение под левой подмышкой;

7. Фердинанд Топс (Ferdinand Tops) из волости Ундла — пулевое ранение в затылок;

8. санитар Рудольф Роост (Rudolf Roost) из Тудулинна — штыковое ранение в шею и правую ногу;

9. Эдуард Сепп (Eduard Sepp) с мызы Велтси — пулевое ранение в живот;

10. сапожник Колк (Kolk) из Раквере — пулевое ранение в голову;

11. Рудольф Ойманн (Rudolf Oimann) — штыковые ранения в голову и спину;

а также ещё пять лиц, чьи имена позже установить не удалось:

12. неизвестный — пулевое ранение в области сердца, голова разбита;

13. неизвестный — пулевое ранение в грудь;

14. неизвестный — штыковое ранение и пулевые ранения в правом бедре;

15. неизвестный — штыковые ранения под левой рукой и в голове;

16. санитар эстонской армии родом из Нарвы, имя неизвестно, попал в руки «красных» возле мызы Коло — сломанная челюсть, пулевое ранение в левое плечо, штыковые ранения в правое бедро и живот.

## Вторая могила
Из второй общей могилы, расположенной в нескольких десятках саженей от первой могилы по левую сторону дороги в направлении Раквере, были эксгумированы и внешне осмотрены тела следующих людей:

17. Хейнрих Миккер (Heinrich Mikker) из Кунда — левая сторона головы разбита, пулевое ранение в правое плечо;

18. Йоханнес-Эдуард Ярв (Johannes-Eduard Järv) из Паюсти, волость Кюти — пулевое ранение в левой части тела;

19. Юри Юхкам (Jüri Juhkam) из волости Роэла — пулевые ранения в левой стороне лица и в правом бедре;

20. Хуго Ланг (Hugo Lang) из Винни, волость Кюти — штыковое ранение в нижней части тела, голова вероятно разбита прикладом винтовки;

21. Йоозеп Ковитс (Joosep Kovits) из Кунда — пулевое ранение в голову и в левой стороне тела;

22. Гариетт фон цюр Мюлен (Harriette von zur Mühlen) с мызы Туду — штыковое ранение в грудь;

23. учитель Раквереского прихода Вальтер Паукер (Valter Paucker) — пулевое ранение в правой стороне груди;

24. Густав Сооне (Gustav Soone) из Паюсти, волость Кюти — штыковое ранение с левой стороны тела;

25. фон Гессе (von Hesse), бывший акцизный служащий из Раквере — пулевое ранение в живот;

26. Пеэтер Саккар (Peeter Sakkar) из Кунда — пулевые ранения в правой части живота;

27. Артур Суйтс (Artur Suits) из Кунда — штыковое ранение в правой стороне груди;

28. Пауль Ойман (Paul Oiman) — штыковое ранение в правое ухо, голова полностью разбита;

29. Якоб Рая (Jakob Raja), главный лесничий мызы Лообу — пулевое ранение в левой стороне головы, пуля вышла из правого уха;

30. Хуго Раннаберг (Hugo Rannaberg) из Паюсти, волость Кюти — возле правого уха голова разбита пулями;

а также два неопознанных трупа:

31. неизвестный — голова разбита от темени до носа;

32. неизвестный — пулевое ранение в правое плечо и в бок.

## Третья могила
18 января была вскрыта третья общая могила. Она находилась рядом со второй, была примерно в 6 футов глубиной и заполнена телами до поверхности земли. Трупы были навалены один на другой и засыпаны только тонким слоем почвы. Из могилы были эксгумированы и внешне осмотрены тела следующих лиц:

33. Рудольф Пеэтс (Rudolf Peets) из Лаэквере, волость Паасвере — пулевые ранения в левой стороне шеи и в левом боку;

34. Карл Эрде (Karl Erde) из Хальяла — голова полностью разбита и пулевые ранения в живот и в бок;

35. Таниель Селлов (Taniel Sellov), торговец из Лаэквере — левая скула разбита и пулевые ранения в нижней части тела;

36. Яан Ребане (Jaan Rebane) из деревни Ассамалла, волость Поркуни — череп разбит, в левом боку штыковое ранение;

37. Йоханнес Лумберг (Johannes Lumberg) из Амбла — с правой стороны голова разбита, в шее ранения от выстрелов с близкого расстояния;

38. Александер Грустам (Aleksander Grustam) из Лаэквере, волость Паасвере — с правой стороны голова разбита, пулевое ранение в грудь;

39. Юри Интал (Jüri Intal) торговец из Раквере — с правой стороны головы пулевое ранение и в правом боку штыковое ранение;

40. Ханс Манкин (Hans Mankin), бывший городовой из Амбла — голова разбита пулевыми выстрелами;

41. Хиндрик Роозилилл (Hindrik Roosilill) с мызы Тапа — голова разбита пулевыми выстрелами;

42. Эдуард Валов (Eduard Valov) из Раквере, захвачен в сражении под Рягавере — голова разбита пулями, пулевое ранение в грудь;

43. Густав Коолманн (Gustav Koolmann) из Вайнупеа, волость Вихула — голова разбита прикладом винтовки;

44. Михкель Клейн (Mihkel Klein) из волости Кюти — голова разбита прикладом винтовки, пулевые ранения в груди;

45. Аугуст Мартон (August Marton) из Майла — пулевые ранения с правой стороны голова и в правой части груди;

46. Моритц Луйг (Moritz Luig), доктор из Порт-Кунда — пулевое ранение в левой стороне груди и правая нога разбита;

47. Сийм Мяги (Siim Mägi) из Майла — пулевое ранение в груди и животе, голова разбита;

48. Юри Куллер (Jüri Kuller) с мызы Инью — били в грудь и живот, душили за шею, ударили прикладом винтовки в скулу;

49. Йоханнес Мартон (Johannes Marton) из Майла — пулевые ранения в левой стороне груди и в левый висок;

50. Конрад Прейсберг (Konrad Preisberg), кистер из Амбла — голова разбита ударами прикладом винтовки, в левой стороне шеи пулевые ранения;

51. Эрнст-Александер Клейн (Ernst-Aleksander Klein) из волости Кюти — пулевое ранение в правый глаз;

52. Карл Паас (Karl Paas) из Кулина, волость Кюти — голова разбита;

53. Артур Вяэн (Artur Vään), милиционер из волости Вихула — голова разбита, в центре груди пулевое ранение;

54. Юри Лемминг (Jüri Lemming) из Амбла, волость Йыгисоо — с правой стороны головы пулевое ранение и в правой стороне груди штыковое ранение;

55. Виллем Пийдерманн (Villem Piidermann) из Рахкла, волость Паасвере — правая сторона головы разбита ударами прикладом винтовки;

56. Карл Кнауф (Karl Knauf), владелец мызы Ныммкюла — левая сторона головы разрушена пулевыми выстрелами,

57. Карл Пудел (Karl Pudel) из Рахкла, волость Паасвере — голова разбита;

58. Йоханнес Шмитнер (Johannes Schmitner), молочник с мызы Тапа — голова разбита;

59. госпожа фон Рекампф (von Rehkampf) из Раквере — с правой стороны голова разбита;

60. Аугуст Паас (August Paas) из Кулина, волость Кюти — голова разрушена пулями, с правой стороны живота пулевые ранения;

61. Лийна Лийманн (Liina Liimann) из волости Ааспере — мозг разбит;

62. баронесса Жанетт Врангель (Jeanette Vrangell) из Раквере — штыками исколота нижняя часть тела;

63. госпожа фон Самсон (von Samson) — голова разбита;

64. Леопольд Арон (Leopold Aron), начальник почтовой станции из Раквере — голова разбита;

65. Яан Паас (Jaan Paas) из Кулина, волость Кюти — голова разбита;

66. Карл Эйзенберг (Karl Eisenberg), председатель Сельскохозяйственного общества Раквере-Якоби, из Раквере — голова разбита пулевыми выстрелами;

67. Олдер (Older), начальник железнодорожной станции Пюсси — пулевые ранения в груди и животе;

68. Михкель Мартон (Mihkel Marton) из Майла — голова разбита пулями;

69. Юри Мяги (Jüri Mägi) из Инью, волость Кютти — избит ударами в грудь;

70. Теодор Нымм (Teodor Nõmm) с Сааремаа, проживал в Рахкла, волость Паасвере, возраст 20 лет — пулевое ранение в затылке;

71. Беренхард-Вольдемар Лессел (Berenhard-Voldemar Lessel) из Раквере — пулевые ранения в лицо, шею и грудь;

72. Маазик (Maasik), выходец из Тверской губернии, проживал в Хаапсалу, эстонский ополченец, захвачен на мызе Мыдрику — голова разбита;

73. Юри-Хейнрих Грауберг (Jüri-Heinrich Grauberg) из Рахкла, волость Паасвере — разбиты голова и нога;

74. Прийдик Вилвер (Priidik Vilver) из Лаэквере, волость Паасвере — голова разбита пулями;

75. Юлиус Кинтсел (Julius Kintsel) из Лаэквере, волость Паасвере — пулевое ранение в левой стороне груди;

76. Марта Афанасьева (Marta Afanasjeva), сестра милосердия из Кунда — голова разбита пулями;

77. Мария Кирш (Marie Kirsch) из Раквере — голова разбита пулями;

а также ещё четыре трупа, чьи личности установить не удалось:

78. неизвестный — с правой стороны голова разбита пулями;

79. неизвестный — голова разбита пулями;

80. неизвестный — голова разбита ударами винтовочных прикладов;

81. неизвестный — голова разбита;

82. неизвестный — пулевые ранения в грудь, сердце и правое лёгкое.
Практически все трупы, за единичными исключениями, были в чулках или босиком (то есть разуты), у многих также отсутствовала большая часть одежды. Таким образом, из трёх могил были эксгумированы тела 82 человек, из которых 12 остались неопознанными.

## Увековечение памяти

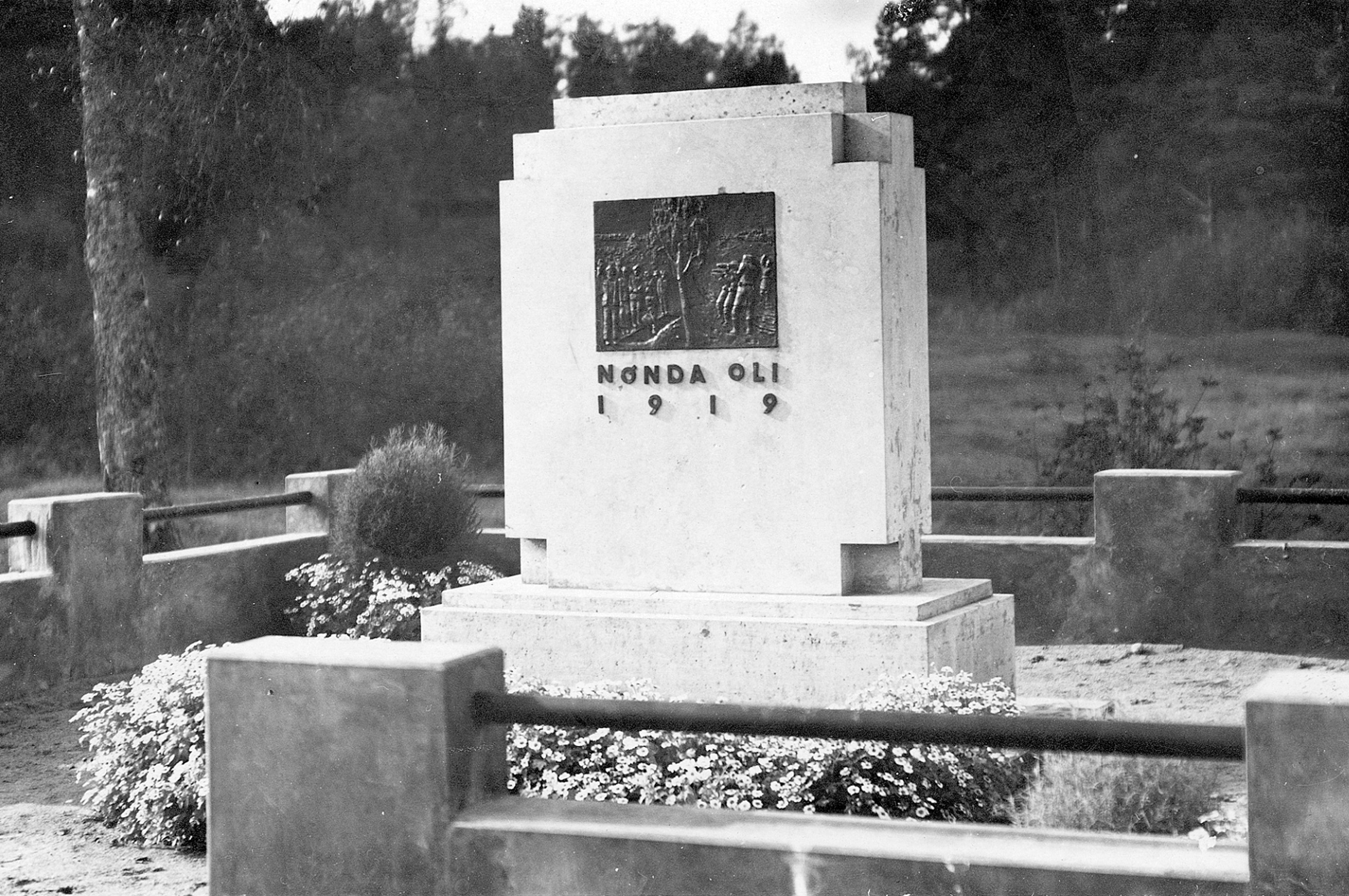
Памятник жертвам «красного террора» в лесу Палермо, Раквере, 1935—1940 годы

12 января 1935 года, в период Первой Эстонской Республики, на месте кровавой расправы был установлен памятник, носивший название Памятник жертвам красного террора. Был разрушен советскими властями в 1940 году, восстановлен и заново открыт в 1995 году; в 2003 году внесён в Государственный регистр памятников культуры Эстонии, и в настоящее время носит название Памятник Освободительной войне. Восстановление памятника организовало Ляэне-Вирумааское общество политзаключенных.
Оригинальный памятник выполнил скульптор Аугуст Вомм из сааремааского доломита беловато-серого цвета. Он представлял собой множественный стилизованный крест на двухступенчатом постаменте, на его передней части располагался бронзовый барельеф с изображением расстрела и под ним текст NÕNDA OLI / 1919 (ЭТО БЫЛО / 1919). На обратной стороне памятника была надпись, говорившая о том, что на этом месте большевики убили 82 невинных человека. Памятник был обнесён забором, опирающимся на бетонный фундамент. Нынешний памятник восстановлен как копия, за исключением барельефа и глухой тыльной стороны. Проект реставрации мемориала подготовила архитектор Анна Калдам (Anna Kaldam) на основе старых фотографий. Новый барельеф, символизирующий скорбь, выполнен скульптором Лембитом Пальмом (Lembit Palm).